# دامن

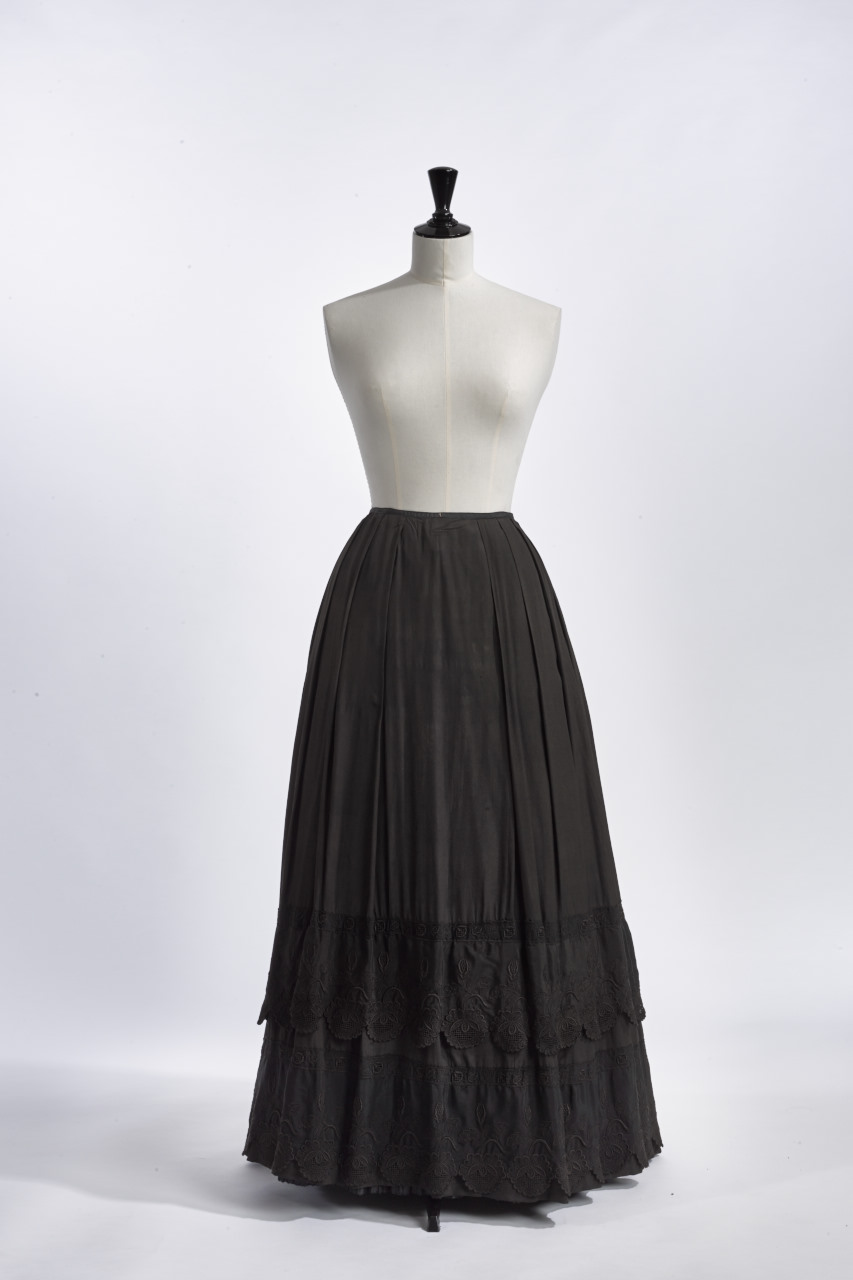

دامَن، گونه‌ای پوشاک است که از کمر تا زانو یا بالای آن و گاه تا مچ پا را می‌پوشانَد. امروزه دامن بیشتر پوشاکی زنانه به‌شمار می‌رود، گرچه هنوز بخشی از پوشاک سنتی و آیینیِ رایج در میان برخی از مردان نیز هست.
دامن‌ها بر اساس قد، از بسیار بلند تا بسیار کوتاه، عبارتند از: دامن ماکسی، دامن میدی یا متوسط، دامن کوتاه و مینی‌ژوپ. شکل دامن نیز می‌تواند چین‌دار،  دامن کلوش، راسته، دامن ترک (مانند شش تَرک) باشد.
دامن‌ها ممکن است از جنس نخ پنبه یا کتان یا حریر یا اطلس (ساتَن) و… باشند. برخی دامن‌ها هم پلیسه هستند.
برخی اوقات دامن را به همراه کت و گاهی به همراه بلوز می‌پوشند.

## نگارخانه

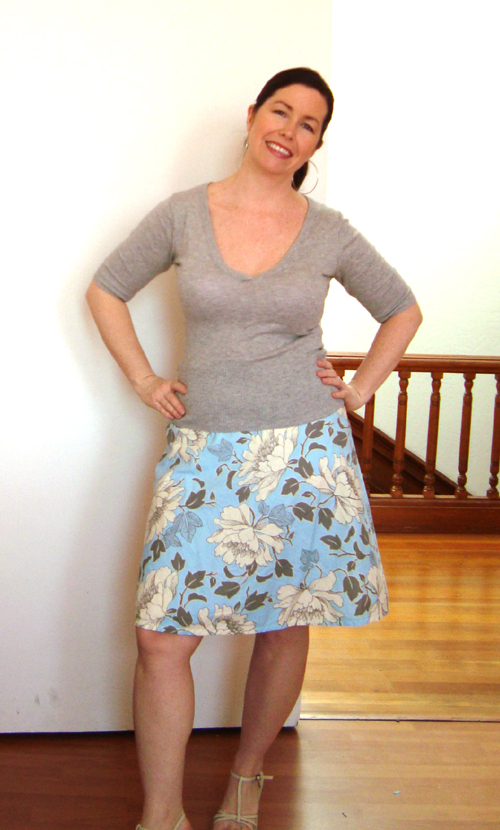
دامنِ اِی-لاین (A-line skirt)
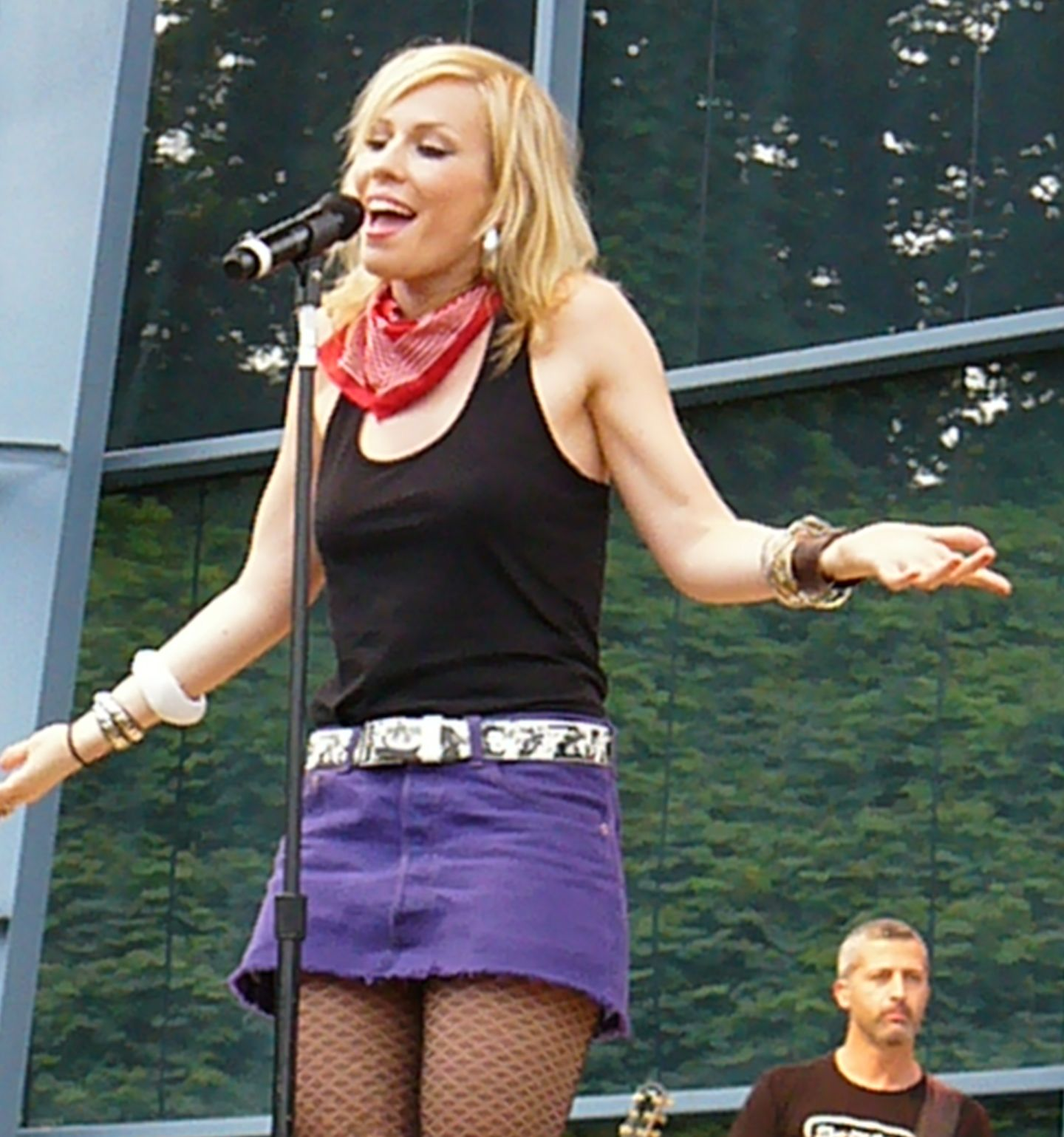
مینی‌ژوپ
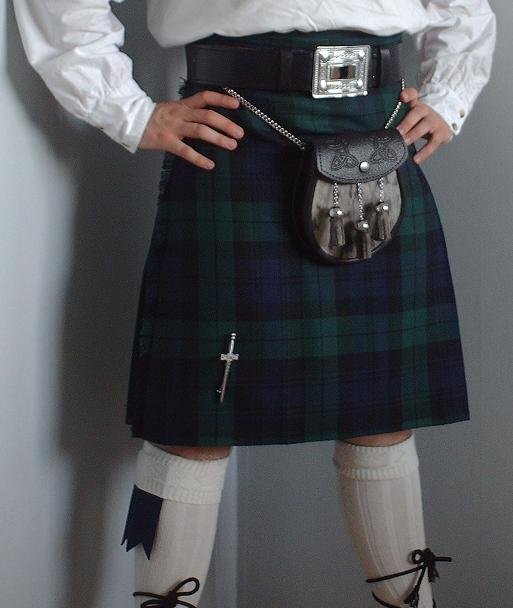
دامن اسکاتلندی
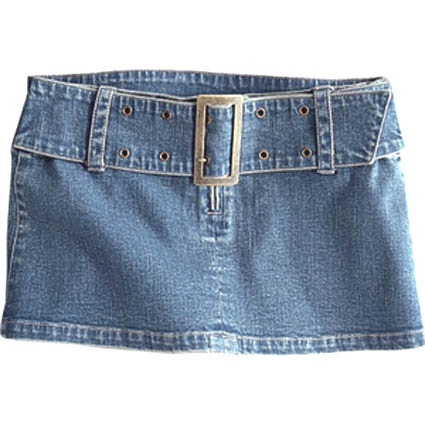
دامن میکرو
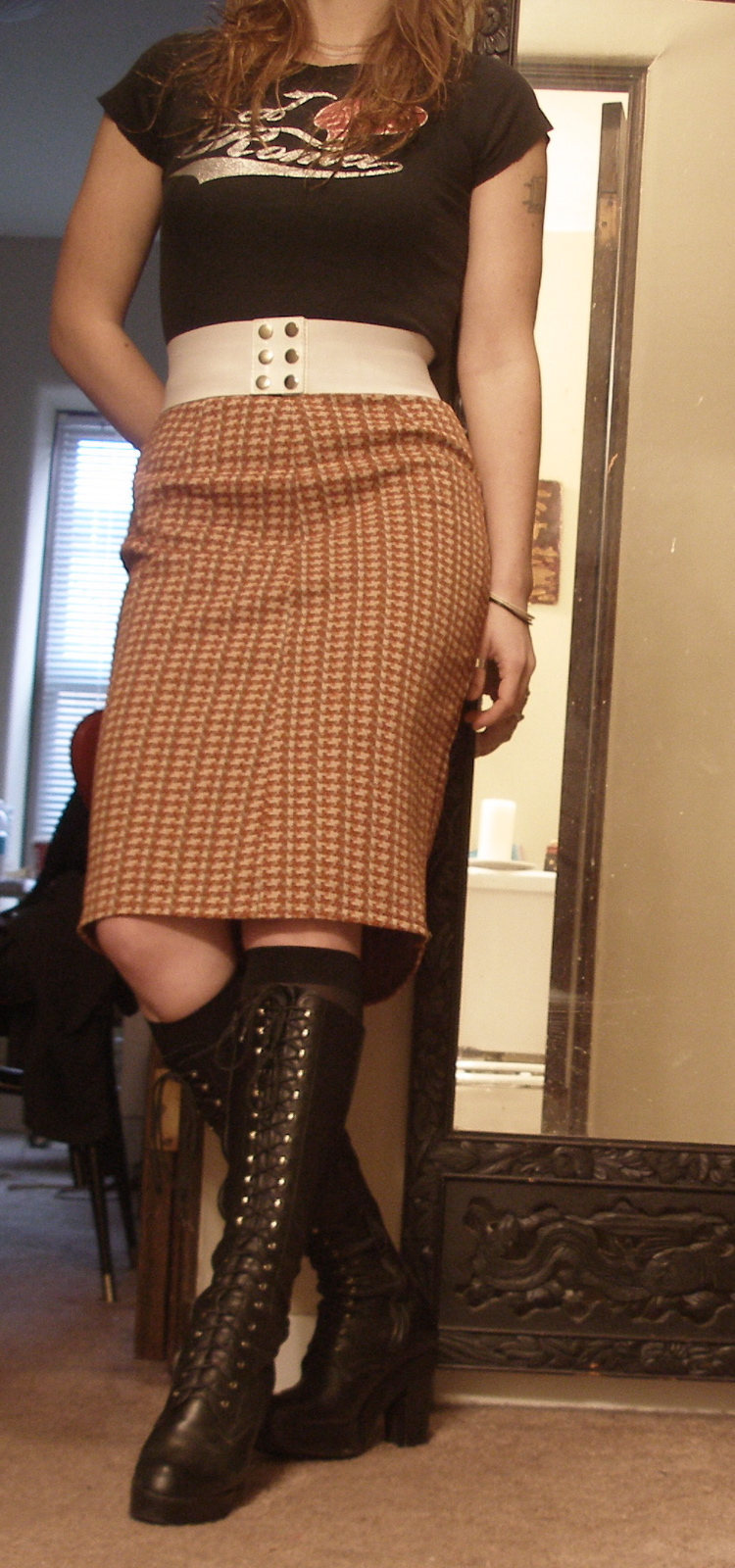
دامن مدادی
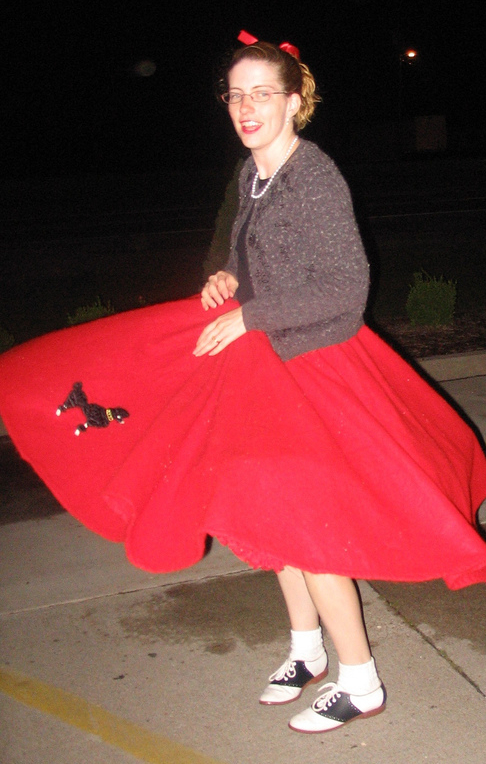
دامن پودل
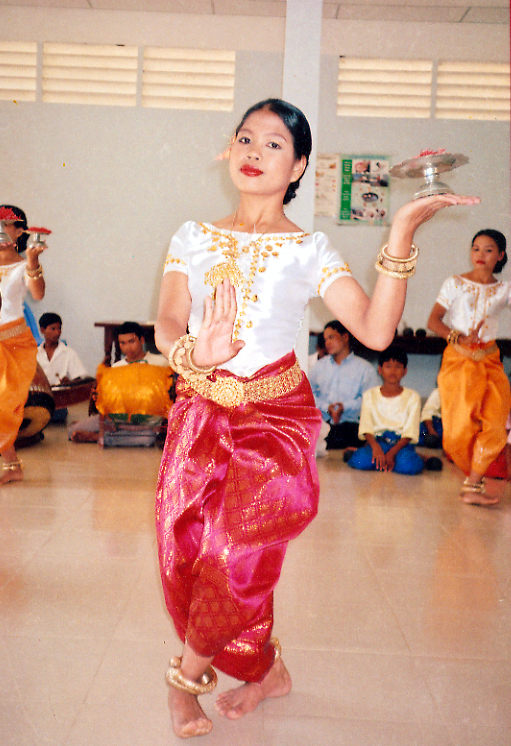
سامپوت، دامنِ رقص سنتیِ خمِرها در کامبوج